# Adrian Fulford

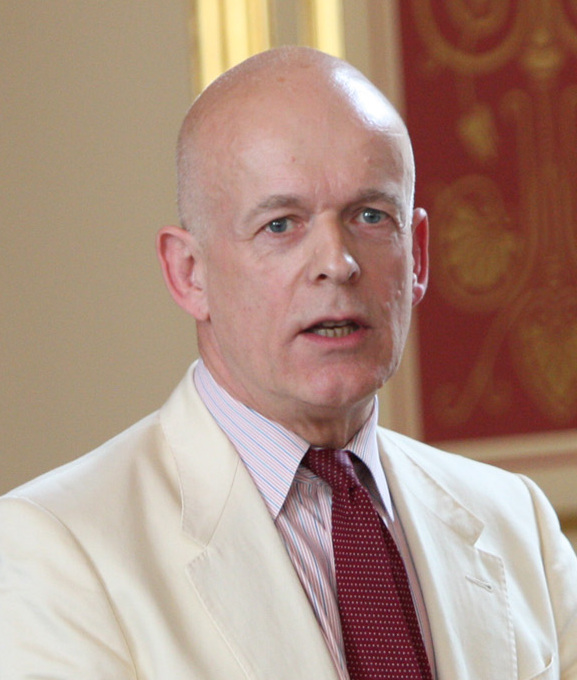
Adrian Fulford

Sir Adrian Fulford (ur. 8 stycznia 1953) – brytyjski prawnik.
Ukończył studia prawnicze i pracował od 1978 jako adwokat; 1994 mianowany radcą królowej. Był sędzią Sądu Najwyższego Zjednoczonego Królestwa. Pracując w różnych zawodach prawniczych zdobył duże doświadczenie, szczególnie w dziedzinie prawa karnego i procedury karnej. Jest także uznanym znawcą prawa międzynarodowego i problematyki praw człowieka, ze szczególnym uwzględnieniem zagadnienia przemocy wobec kobiet i dzieci oraz poważnych aktów przemocy (morderstwa, terroryzm); autor wielu artykułów w tych dziedzinach.
W lutym 2003 został wybrany na sędziego Międzynarodowego Trybunału Karnego, na kadencję 9-letnią.